# Neognophomyia colombicola
Neognophomyia colombicola är en tvåvingeart som beskrevs av Alexander 1931. Neognophomyia colombicola ingår i släktet Neognophomyia och familjen småharkrankar.
Artens utbredningsområde är Colombia. Inga underarter finns listade i Catalogue of Life.